# Eupatula ipsa
Eupatula ipsa är en fjärilsart som beskrevs av Swinhoe 1918. Eupatula ipsa ingår i släktet Eupatula och familjen nattflyn. Inga underarter finns listade i Catalogue of Life.